# KeyForge

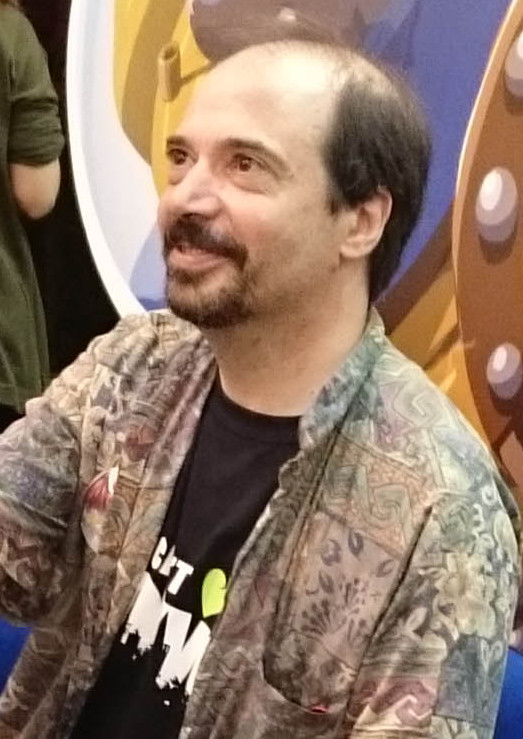
Richard Garfield, créateur de KeyForge, en 2014.

KeyForge est un jeu de cartes à jouer et à collectionner créé par Richard Garfield, également créateur de Magic : The Gathering, développé par la société d'édition Fantasy Flight Games. Il est sorti le 15 novembre 2018 et est traduit en plusieurs langues. Il est fondé sur le principe du deck unique : chaque paquet est généré par un algorithme afin d'être différent de tous les autres (en dehors des deux decks d'entraînements du pack de démarrage, qui contient par ailleurs également deux decks uniques). Chaque paquet comporte 37 cartes à jouer dont une carte d'identité propre. Les joueurs incarnent un Archonte qui doit collecter de l'aombre (æmber) pour forger trois clés.

## Système de jeu
Le principe de KeyForge est de produire des decks uniques qui ne sont pas modifiables. Ainsi, contrairement à d'autres jeux comme Magic : L'Assemblée, il n'y a pas de phase de construction de decks. Ceux-ci sont directement jouables,. Ce ne sont pas les cartes elles-mêmes qui sont puissantes, mais plutôt les interactions entre elles (combos).
Le joueur incarne un archonte qui doit forger trois clés avant son adversaire pour gagner. Dans chaque deck, il y a des cartes rattachées à trois des dix maisons existantes : Brobnar, Indomptés, Logos, Dis, Mars, Ombres, Sanctum, République Saurienne, Grande Novalliance, les Insondables. Les decks avec leur liste de cartes sont générés aléatoirement avant d'être mis à la vente. Ils comportent chacun un nom différent, 36 cartes à jouer plus une « carte d'identité », la 37e. La combinatoire et la comparaison permet de n'avoir jamais deux decks identiques. Il s'agit d'un système de « deck préconstruit randomisé ».
Dans la première série de KeyForge, il y a plus de 104 000 000 000 000 000 000 000 000 de combinaisons et donc de decks théoriquement possibles.

## Développement
En 2021, l'éditeur du jeu Fantasy Flight Games, annonce qu'une grave avarie de serveur a mis hors service l'algorithme qui sert à générer les decks. L'éditeur a alors annoncé une pause dans le développement du jeu, alors que le sixième set Winds of Exchange était en cours de production.
Les droits du jeu ont ensuite été vendus par FFG à l'entreprise Ghost Galaxy, qui a lancé en 2022 une campagne de financement participatif pour relancer la production de l'extension Winds of Exchange.
Ghost Galaxy a également repris et développé le mode coopératif, qui permet de jouer à deux contre le jeu. Ce mode a été mis au point et publié en ligne par FFG pendant le confinement de 2020.

## Produits
Le jeu a été lancé le 15 novembre 2018. Il se vend sous la forme de packs de démarrage contenant deux decks d'entrainement non uniques (Miss « Onyx » Censorius et le Suprême Argus Radiant), deux decks d'Archontes uniques, ainsi que le matériel de base pour jouer : 22 jetons de dégâts et 26 d'aombres, deux cartes de chaînes, 6 clés à forger, 10 cartes de statut « sonné » et 10 cartes de statut « puissance ». Le jeu se vend aussi sous la forme decks uniques à l'unité ou en groupe, sans le matériel supplémentaire.
La première série de cartes (set) a été nommée L'Appel des Archontes.
Le deuxième set, L'Âge de l'Ascension est sorti en mai 2019 et se compose de 370 cartes, dont 204 nouvelles. Elle n'apporte pas de maisons en plus, mais des mécaniques de jeu comme l'alpha et l'oméga. Une carte avec le texte « Alpha » doit nécessairement être jouée en premier lors du tour du joueur, tandis qu'une carte « Oméga » doit être jouée en dernier.
Le troisième set, Collision des mondes, est sorti en novembre 2019. Elle se compose toujours de sept maisons, sauf que cette fois les maisons Mars et Sanctum ont été exclues du set et remplacées par deux nouvelles maisons, la République Saurienne et la Grande Novalliance.
Le quatrième set, Mutation de Masse, est annoncé le 29 mai 2020 pour la localisation chinoise et juillet 2020 pour le reste du monde. Il s'agit d'un quatrième set de decks d'Archonte pour KeyForge, qui se compose de 422 cartes, dont 250 nouvelles (nouvelles versions de personnages des précédents sets et des créatures gigantesques qui s'étendent sur plusieurs cartes). La maison Brobnar cède la place à la maison Sanctum .
Le cinquième set, Sombres marées (Dark Tidings) sort le 9 avril 2021. Il introduit une dixième maison, Insondables, appartenant au thème aquatique. Il apporte aussi des cartes « doubles maléfiques », qui sont la copie de cartes existantes mais en version sombre et avec une capacité différente. Enfin, Sombres marées met en place un nouveau système, la marée, qui peut être haute ou basse et modifier ainsi les capacités de certaines cartes. La marée est symbolisée par une carte en deux parties, marée basse et haute ; la marée est basse pour un joueur et haute pour l'autre, elle peut s'inverser. Les sept Maisons présentes dans ce set sont Logos, Ombres, Indomptés, Sanctum, Novalliance, République Saurienne et Insondables.

## Univers
En termes de jeu de rôle, les joueurs de KeyForge incarnent des Archontes, sorte de mages éthérés qui vivent sur la planète fictive du Creuset (Crucible). Cette planète a été fabriquée par de mystérieux Architectes qui y ramènent des ressources et des créatures provenant d'autres mondes, incapables ensuite de repartir. De ce fait, des créatures, objets et lieux appartenant (dans les deux premiers set de cartes) à sept races et venus de sept maisons sont apparus sur le Creuset. Il s'agit des « Brobnar », « Mars », « Dis », « Ombres », « Logos », « Indomptés » et « Sanctum ». Les Archontes utilisent ces maisons pour récolter de l'aombre et forger des clés qui permettent d'ouvrir des Caveaux. Ceux-ci contiennent des secrets et des pouvoirs cachés.

## Autres médias
Un recueil de nouvelles, intitulé Contes du creuset et dirigé par Charlotte Llewelyn-Wells, raconte des histoires dans le monde du Creuset. Il existe aussi un livre de jeu de rôle, Keyforge: Secrets of the Crucible, paru en 2021.